# Восточный сцинк
Восточный сцинк (лат. Scincus mitranus) — вид ящериц из семейства сцинковых.
Этот вид встречается в Саудовской Аравии, Йемене, Омане, Объединённых Арабских Эмиратов, Катаре и Кувейте.
Восточный сцинк длиной около 20 см, имеет оранжево-коричневую окраску спины и ног и белое брюхо. По бокам имеются небольшие продольные полосы или несколько пятен. Этот вид имеет короткие ноги и очень короткий хвост.
Обитает на сухих и тёплых открытых местностях, в песчаных пустынях или прериях. Сцинк может быстро зарываться в песок, когда ему угрожает опасность. Рацион состоит из членистоногих, особенно многоножек и жуков.